# Президентски избори в Австрия (2010)
Президентските избори в Австрия през 2010 г. се провеждат на 25 април. Те са дванадесетите избори на австрийски държавен глава от 1951 г. насам. Кандидатите за президент са трима – Хайнц Фишер (независим, преди от Социалдемократическа партия на Австрия), Барбара Розенкранц (Партия на свободата на Австрия) и Рудолф Геринг (Християнска партия на Австрия). На първи тур е избран Хайнц Фишер, който печели с малко под 80% от действителните гласове. Избирателната активност бележи рекорд по ниска активност от 54%.

## Резултати
| Кандидати                                             | Кандидати                                     | Партия                                        | Гласове   | %     |
| ----------------------------------------------------- | --------------------------------------------- | --------------------------------------------- | --------- | ----- |
|                                                       | Хайнц Фишер                                   | Социалдемократическа партия на Австрия        | 2 508 373 | 79,33 |
|                                                       | Барбара Розенкранц                            | Партия на свободата на Австрия                | 481 923   | 15,24 |
|                                                       | Рудолф Геринг                                 | Християнска партия на Австрия                 | 171 668   | 5,43  |
| Невалидни/празни бюлетини                             | Невалидни/празни бюлетини                     | Невалидни/празни бюлетини                     | 242 682   | –     |
| Общо                                                  | Общо                                          | Общо                                          | 3 404 646 | 100   |
| Регистрирани избиратели/избирателна активност         | Регистрирани избиратели/избирателна активност | Регистрирани избиратели/избирателна активност | 6 355 800 | 53,57 |
| Източник: Федерално министерство на вътрешните работи |                                               |                                               |           |       |